# Salgado de São Félix
Salgado de São Félix là một đô thị thuộc bang Paraíba, Brasil. Đô thị này có diện tích 196,092 km², dân số năm 2007 là 11685 người, mật độ 59,6 người/km².